# Alexis André
Alexis André OMI (* 6. Juli 1832 in Kergompez bei Guipavas, Bretagne; † 10. Januar 1893 in Calgary, Nordwest-Territorien) war ein römisch-katholischer Priester und Missionar, der im Westen Kanadas tätig war.

## Biografie
Alexis André besuchte von Oktober 1851 bis August 1856 das Knabenseminar in Pont-Croix sowie im Anschluss das Priesterseminar in Quimper. Am 15. Februar 1859 trat er in das Noviziat der Oblaten der makellosen Jungfrau Maria in Nancy ein. Ein Jahr später legte er seine Ordensgelübde ab. Am 14. Juli 1861 erfolgte seine Priesterweihe, woraufhin er in die Red-River-Kolonie und das Dakota-Territorium entsandt wurde.
In Nordamerika angekommen, widmete sich André vor allem der seelsorgerischen Betreuung der Cree und der Métis, wobei er hauptsächlich in St. Albert und Batoche tätig war. Zusammen mit George Arthur French von der North-West Mounted Police forderte er von der kanadischen Bundesregierung den Erlass strengerer Jagdbestimmungen, um die Ausrottung der Bisons zu verhindern. 1876 feierte André die erste Messe in Prince Albert, drei Jahre später gründete er dort die Missionsstation St. George. Verschiedentlich trat er als Vermittler zwischen den Métis und der kanadischen Bundesregierung auf. 
Aufgrund verschiedener ungelöster Missstände baten Métis-Vertreter im Sommer 1884 den im Exil lebenden Louis Riel, auf kanadisches Territorium zurückzukehren und ihre Anliegen zu vertreten. Begünstigt durch Riels messianischen Eifer kam es zum Bruch mit den kirchlichen Autoritäten und André wurde beschuldigt, im Sold der Regierung zu stehen. Riel forderte André am 2. März 1885 auf, die Bildung einer provisorischen Regierung zu unterstützen, was er jedoch ablehnte.
Im selben Monat begann die Nordwest-Rebellion, während der die Métis zunächst einige Erfolge verzeichneten. Regierungstruppen schlugen den Aufstand nach zwei Monaten nieder und verhafteten Riel. Während seiner Gefangenschaft in Regina bestimmte Riel André zu seinem spirituellen Berater. Die seelsorgerische Betreuung dauerte bis zu seiner Hinrichtung am 16. November 1885.
1892 begann sich Andrés Gesundheit zu verschlechtern. Er starb am 10. Januar 1893 und wurde in Calgary beigesetzt. Später wurden seine sterblichen Überreste auf den Oblaten-Friedhof in St. Albert überführt.